# Soule (sport)
Pour les articles homonymes, voir Soule.
 (octobre 2019).
Si vous disposez d'ouvrages ou d'articles de référence ou si vous connaissez des sites web de qualité traitant du thème abordé ici, merci de compléter l'article en donnant les références utiles à sa vérifiabilité et en les liant à la section « Notes et références ».
 (octobre 2019).
 (juillet 2024).
La soule (ou chôle en picard, choule en normand) est un jeu traditionnel pratiqué en France du nord-ouest, ainsi  que plus rarement dans le sud-ouest, ancêtre présumé du rugby.
Ce jeu (ou ces jeux), pratiqué surtout à la campagne, en deux équipes, consiste à s’approprier un objet, plus ou moins sphérique.
Certaines pratiques contemporaines de la soule perdurent, notamment dans le sud de la France.

## Étymologie et description
Au moins une dizaine d'étymons ont été proposés, pour soule.
D'un mot bas francique de la famille du germanique *keula- « cavité, voûte ; objet rond », se prononçant choule en Normandie septentrionale (sur la base de règles modernisées) et en Picardie (pratique traditionnelle), la soule est de nouveau pratiquée très régulièrement dans ces deux régions, y compris avec des crosses surtout en Normandie, où les derniers témoignages oraux antérieurs à une résurrection depuis 2001, remontaient à la Seconde Guerre mondiale dans le Cotentin : 1943 à Bricquebec, 1945 ou après à Saint-Vaast[réf. souhaitée].
Ce sport était jadis essentiellement joué de Noël à la Saint-Jean et principalement lors des fêtes des saints patrons et à l'époque de carnaval,,.

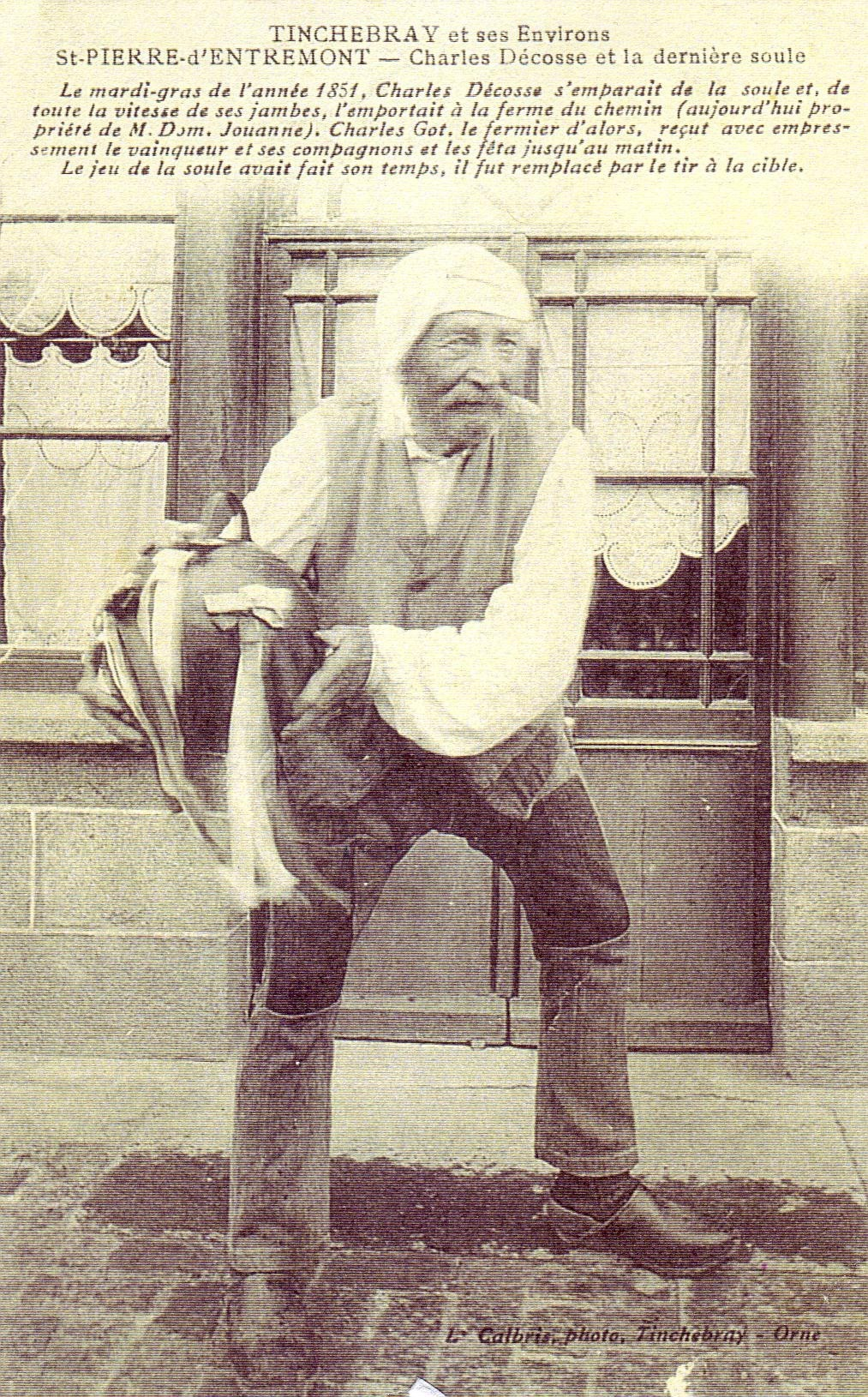
Joueur de choule / soule sans crosse mi XIX ème Normandie

En Bretagne la soule (l'objet qui a donné son nom au jeu) est une poche de cuir, une sorte de ballon assez difforme, emplie de son ou de paille, que l'« on jette en l'air, et que se disputent ensuite les joueurs, partagés en deux camps opposés. La victoire reste au parti qui a pu s'emparer de la soule sur une autre commune [ou paroisse] que celle où le jeu a commencé »).

## Historique

### Filiation
Les origines de ce jeu sont liées aux invasions franques et à la diffusion de l'harpastum romain, mais aussi, avec la crosse, la filiation se trouve plutôt du côté du Knattleikr "Islando-norvégien", et la filiation avec le Shinty écossais et le hurling irlandais est très probable compte tenu des liens historiques entre les pays scandinaves et les îles.
Des liens importants existent avec des sports anciens romains pour la soule/choule sans crosse (harpastum, puis calcio florentin en Italie du Quattrocento), scandinaves (knattleikr, cf. les sagas) ou avec le hurling  (renaissance depuis le début du XXe siècle) et le football gaélique irlandais, le shinty écossais, et même un jeu traditionnel avec les crosses au Chili, mais aussi en Tunisie et en Croatie.

### Moyen Âge

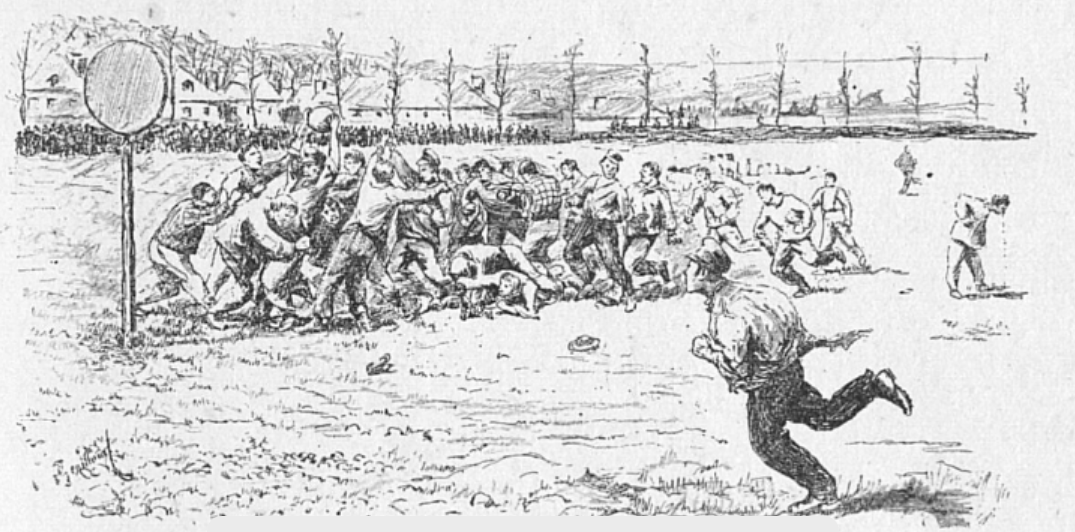
Choule picarde.

À l'origine, la soule est jouée par les classes basses (voir Chronologie du sport du Ve au XIIe siècle). C'est le pendant pour la piétaille du tournoi des chevaliers. Puis à la Renaissance elle est pratiquée par le clergé et les nobles entre eux ou avec le peuple. L'épicentre étant essentiellement le nord-ouest de la France et en particulier la Normandie, une conjonction des coutumes germano-romaine (via les Francs) et scandinave (peut être les Danois issus du Danelaw) est possible.
En 1066, Guillaume le Conquérant prend pied en Angleterre et c'est probablement l'introduction probable de la soule normando-picarde outre-Manche[réf. souhaitée].
Vers 1174 ou 1177, date la première mention écrite de la soule ou choule en France. Le jeu oppose deux équipes (hommes de la ville à ceux de la campagne, mariés du village contre célibataires, paysans contre marchands, deux corporations), qui se disputent un ballon (boule de bois, vessie de porcs remplie d'air, de paille, de son ou d'autres ingrédients) qu’il faut déposer dans un but (porche d'une église, ruine, mur, arbre, trou, poteau, entrée d'un bois). C’était certes viril, très viril même, mais tous les coups n’étaient pas permis, comme on le croit trop souvent. La soule, qui passe aujourd’hui pour brouillonne et violente, était en fait très codifiée et pas si barbare que les fameuses « lettres de rémission » le laissent entendre. Les cas évoqués par ces sources sont tous, par définition, des affaires judiciaires, avec leurs cohortes de blessés et même de morts donnant, à tort, l’image d’une mêlée ultra violente. Comme le signalent ainsi nombre de plaignants, « ce n’est comme cela qu’on pratique la Soule ».
Le jeu est évoqué dans le roman de Renart : Li vilein qui sont à la çoule...
En 1174 est publiée en Angleterre La Vie de saint Thomas Becket de William Fitzstephen (en) qui mentionne la pratique courante des jeux de ballons outre-Manche (soule / football)[réf. souhaitée].
L'activité est souvent violente, car dénuée de règles, elle est à maintes reprises, sur ordres d'autorités locales, voire par édits royaux, compromise, puis interdite par Philippe V en 1319 et Charles V en 1369, qui menacent son succès.
Ce sport est très populaire à la Renaissance. Lire le journal du Sire de Gouberville (gentilhomme du Cotentin)[réf. souhaitée]. La pratique semble diminuer ensuite régulièrement jusqu'au XIXe siècle.
Selon le capitaine Conrier, plus de 50 hommes se seraient noyés dans l'étang de Pont-l'Abbé en poursuivant la balle du jeu de soule à la fin du XVIIIe siècle.
Beaucoup de témoignages[réf. souhaitée] au XIXe siècle relatent sa pratique lors de fêtes patronales, mariages, départ de la dernière mariée de l'année, carnavals, etc. 

Dessins d'Olivier Perrin
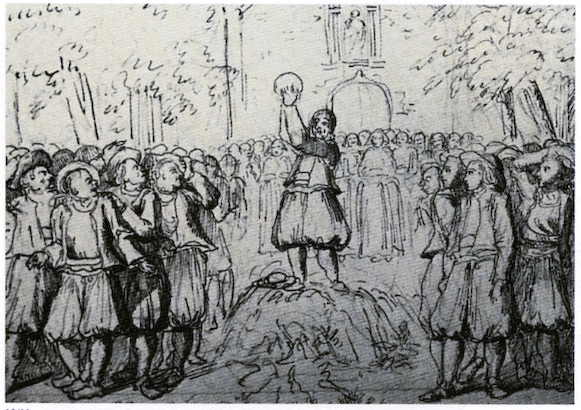
Le jeu de soule en Bretagne au début du XIXe siècle.
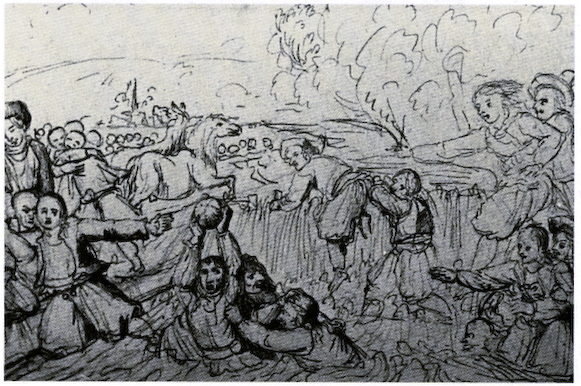
Le jeu de soule en Bretagne au début du XIXe siècle.

### Interdiction du jeu traditionnel: l'exemple de Pontivy et en Normandie
La soule était très populaire et très pratiquée dans la région de Pontivy. Elle était dans cette ville organisée deux fois par an, le dimanche et le mardi gras (le dimanche, elle était organisée sur la colline de Barbinieu ; celle du mardi partait de la prairie de La Houssaye après une messe célébrée dans la chapelle) ; la soule était au départ lancée par le sénéchal. Les désordres et les nombreux accidents (y compris des morts) incitèrent les autorités à agir : le duc de Rohan-Chabot proposa en 1773 de remplacer les trente livres offerts par lui aux vainqueurs par une somme égale destinée à deux prix « d'émulation pour la filure ».Le 15 janvier 1819 le sous-préfet de Pontivy interdit les jeux de soule dans tout l'arrondissement de Pontivy, mais ces jeux continuent, faisant de plus en plus de blessés, ce qui incite le préfet du Morbihan à prononcer une nouvelle interdiction le 11 mars 1848, renouvelée le 20 février 1849 ; un nouvel arrêté d'interdiction est pris en 1857 (celle-ci semble avoir mis fin à ce terrible jeu).
Émile Souvestre a écrit « Une soule à Stival » dans son livre Les derniers Bretons publié en 1835 : il décrit l'antagonisme violent entre François, de Pontivy, dit « le souleur » et Pierre Marker, dont le père, Yvon Marker, avait été tué lors d'une soule à Neuilliac en 1810 par le premier cité, qui parvient à se venger lors de la soule de Stival. La soule est définitivement interdite par le préfet du Morbihan en 1857.
En Normandie et concernant la grande choule sans crosse ce sont d'abord les « événements » à la sortie des églises qui ont provoqué les premières interdictions notamment fin XVIIIe siècle. Ensuite ce sont les préfets qui dans la première partie du XIXe siècle combattent les « rassemblements » autour de l'éteuf !

### Déclin
Malgré les interdictions au milieu du XIXe, le jeu perdurera assez fortement, en cachette, essentiellement en Picardie, Normandie, Bretagne (principalement dans la région de Pontivy et le Vannetais), (Normandie 1913 témoignages oraux) puis dans une moindre mesure ensuite pour s'éteindre à de rares exceptions près, dans le courant de la seconde guerre mondiale (témoignage pour la choule crosse en 1942 ou 43 dans la région de Bricquebec dans la Manche).
Dans la seconde partie du XIXe siècle les parties se font beaucoup plus rares et il serait intéressant de faire une étude sur cette disparition et l'arrivée du "parti de l'ordre"...
Le manque de règles définies, d'organisation structurée et l'exode rural ont contribué à son déclin avant une résurrection récente, soit dans un cadre purement traditionnel en Picardie, soit avec des règles précises (avec ou sans crosses), avec compétitions scolaires ou non, en Normandie (coupe et championnat).
Quelques témoignages (Bocage ornais et bocage virois) font état de personnes placées en haut des clochers pour prévenir de l'arrivée de la maréchaussée. 
Après 1914 il n'y a plus de témoignages. Reprise en 2001.
Pour la choule crosse il n'y a jamais eu d'interdiction et la pratique a perduré en Nord Cotentin jusqu'en 1946 pour s'éteindre jusqu'à sa reprise en 2001.

## Sports collectifs actuels apparentés
Ancêtre présumé du rugby (mais sans doute plutôt cousin du football, voire du handball), le lien avec le rugby se fait via l'évolution du football « over the country ». Il se rapproche de ces deux derniers, si ce n'est que les deux équipes ont souvent un même but (un lieu-dit, une mare), que leur composition n'a pas de limites définies (à l'origine les équipes étaient constituées de tous les hommes valides de deux ou plusieurs villages / mariés contre non mariés quand la choule était jetée par la dernière mariée de l'année) ; en outre la balle peut progresser en tout sens.
Des liens importants existent aussi avec d'autres sports modernes ou moins traditionnels : les footballs américain et australien, la crosse canadienne (jouée à l'origine par les Amérindiens mélangeant sans doute leur jeu avec celui des colons).
Les pratiques actuelles  de la grande choule et de la choule crosse en Normandie ont été inscrites à l'Inventaire du patrimoine culturel immatériel en France en 2012.
De nos jours, ce jeu est aussi pratiqué par les scouts, mais nommé "sioule", elle se joue avec deux équipes et deux bases, et par les compagnies de reconstitution historique (notamment Normandie ducale).
On assiste à une renaissance actuelle[Quand ?], essentiellement en Normandie et plus particulièrement dans le Cotentin, dans le Bessin, le Pays de Caux et dans l'Eure (2008 : 80 parties environ, avec ou sans crosses) championnat et coupe. Y compris au niveau scolaire et centres aérés[réf. nécessaire].
Aujourd'hui[Quand ?], il est toujours pratiqué de façon assez importante et en croissance régulière en Normandie (avec des règles précises, 7 équipes régulières et une ligue veillant à leur respect que ce soit avec ou sans crosse), un peu en Picardie et très sporadiquement ailleurs ; c'est aussi un jeu répandu chez les scouts lors de grands rassemblements[réf. souhaitée]. Il est pratiqué à l'École de Tersac (Lot-et-Garonne). Il est parfois nommé sioule.

### Country-Ball
Une nouvelle forme de soule a été recréée dans le Sud de la France. Faite comme le jeu originel, elle est jouable partout car il suffit de deux cages et d'une balle de handball (ou apparentées) pour y jouer. Le terrain étant délimité par des obstacles naturels, elle peut donc être jouée dans la forêt, à condition de n'avoir un sous-bois que peu encombré. La balle ne se mène pas au pied, mais les joueurs peuvent la porter tout le long du terrain. Les plaquages sont autorisés uniquement sur le porteur de balle et l'on peut utiliser des ceintures flags lorsque l'on juge que le terrain est dangereux ou lorsqu'on ne cherche pas le contact. La partie se joue en deux mi-temps, pour ne donner l'avantage du terrain à aucune équipe, qui peuvent varier en longueur.

### Dérivés
La soule normande, devenue soule royale, est un jeu pratiqué par les joueurs du jeu en ligne Les Royaumes renaissants. Elle fait s'affronter, sur forum, deux équipes de 11 joueurs devant pousser la soule dans le but adverse, avec possibilité de mettre KO les adversaires.

## La règle du jeu

### En territoire normand
En Normandie des règles ont été écrites depuis 2001 et sont suivies actuellement, que ce soit pour le jeu avec ou sans crosses (environ 70 à 100 parties par an avec ou sans crosses).
La balle est à présent en mousse entourée de cuir avec une anse pour le lancer et pour ramasser la balle à terre pour le jeu sans crosse.
Grande Choule (sans crosse) :
le jeu se déroule en 2 phases :
1. Une au pied exclusivement, où deux joueurs de chaque équipe (de 5 à 10 joueurs)  doivent ramener la choule dans leur camp pour démarrer la seconde phase.
2. Une à la main et au pied : L'équipe qui a récupéré la choule peut avancer jusqu'à la moitié du terrain et aller "noyer" la choule dans la "mare" adverse symbolisée par un rectangle de 2 mètres sur 1,50 mètre environ, surmontée d'un piquet de 1,5 m minimum avec un drapeau. Il suffit que la balle touche la mare une fois pour compter un point, elle peut donc également être lancée au pied si besoin.

- L'arbitre est juge des sorties de terrain, des "tenues " de balle, de la correction des oppositions et des points marqués ou non. Il peut exclure un joueur. La partie se joue soit sur 5 "mares" soit sur deux mi-temps de 15 minutes.
- L'autre équipe l'en empêche et tente de récupérer la balle. Les placages ne sont pas permis. Le joueur bloqué avec la balle doit s'en débarrasser dans les 3 secondes. Les passes en avant sont autorisées et même nécessaires, notamment sur les longues distances, grâce à une anse en corde cousue dans la choule. On peut également bloquer un joueur sans la balle.

Choule à la crosse :
- Deux équipes (3 joueurs à 4 joueurs + 1 ou 2 remplaçants) doivent passer la choule avec une crosse à l'intérieur d'un but appelé "viquet" par devant ou par derrière ou encore faire tomber la barre transversale (2 points au lieu d'un, si la barre est touchée directement et tombe). La progression de la balle se fait au pied et à la crosse. La mise en jeu se fait par le lancer de la balle en l'air entre les deux capitaines. La balle sera jouée par eux en premier une fois à terre.
- Si l'on joue au pied, le coup suivant doit être joué à la crosse quelle que soit l'équipe qui joue le coup. Un joueur peut prendre la balle à la main (s'il n'y a personne à moins d'un mètre) et frapper la balle en l'air avec la crosse. On peut progresser en jonglant avec la balle sur la crosse. Les joueurs peuvent se « chouler » ou se « locher », c'est-à-dire se bousculer, et même se faire tomber. L'arbitre doit rappeler avant la rencontre les conditions de ce droit. Si la balle passe au pied dans le viquet le point n'est pas gagné mais un joueur peut la frapper pour marquer.
- Quand la balle sort du terrain la remise en jeu s'effectue au pied ou à la main. Si la défense fait tomber le viquet (hors choulage) cela donne un point à l'adversaire ou le choix de tirer à une distance de 3 mètres pour faire tomber la barre du haut avec la balle et obtenir ainsi 2 points (tir sans gardien).
- Après un but la remise en jeu s'effectue à un mètre devant le viquet au pied ou en frappant avec la crosse à terre ou en l'air.

### Les équipes normandes en 2020
Équipes actuelles :

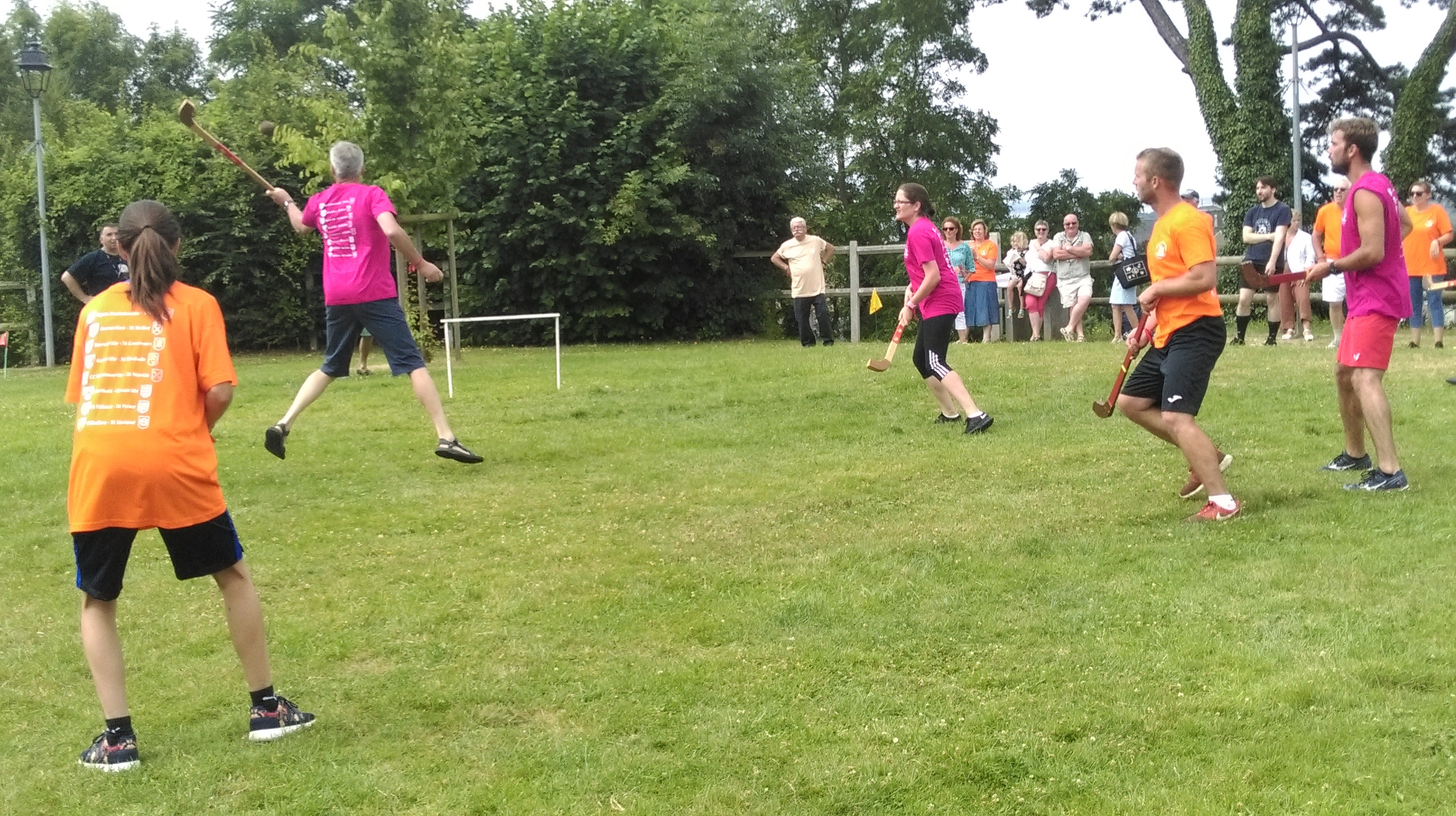
match de choule crosse à Avranches. Fête du Jumelage Manche Jersey

- Bayeux (Bessin choule Klub) retour en championnat prévu 2021
- La Madrie (les Gardeus) Eure région de Pacy-sur-Eure.
- Vallée de la Risle (la Chouque) en championnat
- Bocage Villedieu/Vire (LBY)  démonstrations
- Les Raptors da Roan (en championnat)
- Choule Hâot Cotentin (Cherbourg) deux équipes en championnat
- Expatriés (Exo Nourmaundie choule) en championnat
- Bernay Choule (occasionnelle)
- Choule en Caux en championnat
- Choule marais bocage Cotentin. En formation.
- 1066 Caen choule en championnat
- Jersey paroisses (occasionnelle)
- Sud Manche (occasionnelle pour le moment)

### Hors territoire normand
Hors territoire normand, la règle, avec de nombreuses variantes est établie ainsi:
- Se joue sur un terrain de superficie et de limites indéterminées. De chaque extrémité du terrain, deux buts/bases sont marquées par un objet fixe. La durée du jeu n’est également pas définie. Les joueurs peuvent se mettre d’accord au préalable pour restreindre le terrain et la durée du jeu. Ils peuvent se concerter aussi pour désigner un arbitre dont le seul but est de donner le coup d’envoi et d’arrêter le jeu en cas d’accident sur le terrain.
- Les deux équipes s’affrontent pour se saisir du ballon, plus généralement d’une pelote de chiffon ou vêtement de la grosseur d’un ballon de rugby. Le but est de marquer le but en touchant avec le ballon la base de la partie adverse. Le reste du jeu est libre et permet tous les coups bas, à moins qu’ils ne soient prohibés.
- Le point délicat de ce jeu éprouvant est de contenir sa violence afin de limiter la casse.

Le Calcio florentin (ou Calcio Storico), sport d'équipe et de combat encore pratiqué de nos jours à Florence en Italie, est une variante de la soule/Choule.

## Formes modernes
On assiste à sa renaissance actuelle en Normandie, sous le terme de "Grande Choule" et de "Choule crosse" sur la base de règles évitant la violence et mélangeant un jeu au pied et un jeu à la main. On joue également dans cette région à la "choule à la crosse". Les équipes sont mixtes et vont de 7 ans à 87 ans. C'est un sport spectaculaire également, mélangeant le jeu à la crosse (balle à terre, balle soulevée ou balle frappée en l'air) et au pied. La balle doit passer dans le but ou "viquet", par n'importe quel côté ou bien renverser celui-ci. Les joueurs peuvent se bousculer (se chouler). La Coupe de Normandie a lieu à La Haye-de-Routot dans l'Eure soit sous forme de défi contre l'équipe locale soit sous forme de tournoi (le principe étant d'ouvrir la ou les parties à tous y compris les spectateurs). Il existe également des compétitions scolaires (UNSS, et intra collèges), et une ligue officielle se met en place en 2013.
Palmarès récent :
- Tournoi automne 2012 :
  - Vainqueurs Exo Nourmaundie Choule (expatriés)
- Coupe de Normandie 2013 :
  - Vainqueurs Vallée de la Risle
  - 2e Exo Nourmaundie Choule" (expatriés)
- Coupe de Normandie 2014
  - Vainqueurs "Exo Nourmaundie Choule (expatriés)
  - 2e Vallée de la Risle
- Coupe de Normandie 2015 et 2016
  - vainqueur Vallée de la Risle/ La Chouque
  - 2e "Exo Nourmaundie Choule (expatriés)
- Championnat de Normandie 2013 :
  - Vainqueurs Choule Hâot Cotentin
  - 2e Vallée de la Risle
  - 3e Exo Nourmaundie Choule (expatriés)
  - 4e Bocage Vire/Villedieu-les-Poêles
  - 5e Bessin choule klub.
- championnat de Normandie 2016 vainqueur Vallée de la Risle/ La Chouque
- Coupe de Normandie 2017 de choule à la crosse, le 13 mai 2017 au château de Beaumesnil dans l'Eure.
- Championnat 2017 de fin mars (dernier dimanche au gymnase de Manneville/  Eure) à mi-septembre/ Tournoi d'automne dernier dimanche de novembre en gymnase. Initiation pour 8 000 enfants au château de Benouville Calvados le dimanche 24 juin 2017 toute la journée. Classement 2017 1er Exo Nourmaundie, 2e val de Risle, 3e Caen Choule. Vainqueur Exo Nourmandie Choule
- 2018 quelques dates → Championnat 2018 1er journée La Haye-de-Routot (terrain de choule) 8 avril / 2e journée Sandouville terrain de sport 1er mai. Grande démonstration initiation Pontorson 16 et 17 juin, Mi octobre 3e journée de Championnat Cherbourg Octeville ou Querqueville, novembre 4e journée de championnat CAEN. Vainqueur Choule hâot Cotentin 1. Champion : Choule hâot Cotentin, 2e La Chouque Val de Risle, 3e Exo Norumandie Choule.
- 2019  championnat Avril Manneville/ Pont Audemer, Mi mai Sandouville, 15 septembre Fontaine Etoupefour (près Caen), 13 octobre plage verte Querqueville ou La Gamacherie à Octeville, 6 /10 défi coupe Val de Risle la Chouque contre le reste de la Normandie et du Monde... champion 2019: Choule hâot Cotentin1, 2 eme La chouque Val de Risle, 3 eme Exo Nourmaundie choule, 4 eme CHC 2, 5 eme 1066 CAEN, 6 eme Choule en Caux
- 2020  championnat perturbé par la covid 19 = > tournois de Fontaine Etoupefour et de Querqueville/ Démonstration dans le château de Caen (tournage film promotionnel de la fête des Normands).
- 2021 et 2022 championnat et coupe remportés par les gardeus de la Madrie ( Eure)
- 2023 coupe remportée par les Raptors da Roan et championnat remporté par les  gardeus de la Madrie ( Eure)

Mais la survie de ce jeu ancestral est aussi due au scoutisme. Les différents mouvements du scoutisme français en ont fait leur sport quasi officiel. Il n'y a pas de règles officielles, mais l'esprit scout impose une non-violence et un respect de l'équipe adverse. Au son de la corne, les deux équipes (plus ou moins équilibrées) se disputent la balle (un ballon de rugby) afin de la loger, comme au rugby, dans les buts adverses (plus ou moins définis).

## Arts et littérature
« Pierrot Bourrasch nous emmenait dans des terrains vagues et on faisait du sport avec lui et un de ses copains. Il nous avait appris la "soule" un ancêtre du rugby, on pouvait accrocher le type qui avait le ballon par où on voulait, par les cheveux même, ça nous allait bien à nous, bastonneurs comme on était. » Nan Aurousseau, Quartier charogne, 2012 Stock p. 162
Ce jeu est le sujet d'un film homonyme, La Soule, de Michel Sibra (1989), avec Richard Bohringer et Christophe Malavoy.